# Burg Mietinten
Die Burg, die vermutlich den Namen Burg Mietinten trug, ist eine abgegangene Burg etwas südlich der Gemeinde Mietingen im Landkreis Biberach in Baden-Württemberg.
Von der ehemaligen Burganlage ist nichts erhalten.